# Audre hubrichi
Audre hubrichi är en fjärilsart som beskrevs av Hans Ferdinand Emil Julius Stichel 1926. Audre hubrichi ingår i släktet Audre och familjen Riodinidae. Inga underarter finns listade i Catalogue of Life.